# خانية الآفار
خانية الآفار (بالأوارية: Awarazul Nutsallhi؛ الروسية: Аварское ханство)، والمعروفة أيضًا باسم "Khundzia" كانت دولة إسلامية طويلة العمر، والتي سيطرت على أجزاء جبلية من داغستان (في شمال القوقاز) من أوائل القرن الثالث عشر إلى القرن التاسع عشر.
بين القرنين الخامس والثاني عشر، تم إدخال المسيحية الجورجية الأرثوذكسية إلى أودية الآفار. في أعقاب سقوط مملكة سرير المسيحية في أوائل القرن الثاني عشر، ثم إضعاف الجورجيين المجاورين في وقت لاحق بسبب الغزوات المغولية، الذين ظهروا لأول مرة في القوقاز مع ما يقرب من 20 ألف محارب بقيادة سوبوتاي وجيب، أنهى الوجود المسيحي الجورجي في هذه المنطقة. في الواقع، توجد العديد من آثار المسيحية (الصلبان والكنائس) داخل إقليم الآفار، ويُفترض الآن أن المسيحية، التي أتت من جورجيا، أن تكون قد نجت من بين الآفار حتى القرنين الرابع عشر والخامس عشر.
بعد اجتياح جورجيا، عبر المغول جبال القوقاز خلال فصل الشتاء للالتفاف حول ممر دربنت. على الرغم من تعهد الأفار بدعمهم محمد الثاني من خوارزم (حكم من 1200-1220) في كفاحه ضد المغول، لا توجد وثائق لغزو المغول لأراضي الآفار.
غزا مغول القبيلة الذهبية المنطقة في عام 1241، ولكن بحلول القرن الرابع عشر، تمكن خانات الآفار التي تم تأسيسها حديثًا من الحفاظ على استقلالها عن المغول. كانت الخانات دولة مهيكلة بشكل فضفاض ، وأجبرت في بعض الأحيان على طلب حماية القيصر من أعدائها الأقوياء، بينما حصلت العديد من المجتمعات الجبلية على قدر كبير من الاستقلال الذاتي من الخان. في القرن السادس عشر كانت المنطقة مركز صراع عنيف من أجل السيطرة عليها من قبل العثمانيين والصفويين. تحت النفوذ العثماني، في القرن السابع عشر، تبنت غالبية قبائل الآفار الإسلام. أسفر توحيد الإسلام في أفارستان في القرن الثامن عشر عن سلسلة من الحروب الدينية ضد الإمارات الجورجية، وتُعرف هذه الغزوات المتقطعة أيضًا باسم ليكيانوبا في التأريخ الجورجي. تظهر الإشارات إلى هذه الغارات في شعر ملحمي للآفار؛ أسماء الحكام الذين يقودون أكثر الهجمات تدميراً، أمة خان، نورسال بيك، وملاشي، وهي مذكورة في المصادر الجورجية.
في القرن الثامن عشر ، تعززت طموحات خان الآفار، الذين كان أعظم إنجاز لهم هزيمة جيش نادر شاه البالغ قوامه 100,000 جندي في سبتمبر 1741 أثناء غزوه داغستان. في أعقاب هذا النجاح، نجح الآفار في توسيع أراضيهم على حساب المجتمعات الحرة في داغستان والشيشان. كان عهد الأمة خان (من 1775 إلى 1801) علامة على ذروة صعود آفار في القوقاز.
في غضون عامين بعد وفاة الأمة خان، تقدم الخانات طواعية للسلطة الروسية. الضرائب الثقيلة، إلى جانب مصادرة الممتلكات وبناء القلاع، دفعت سكان الآفار إلى الخضوع تحت راية الإمامة المسلمة، بقيادة الإمام غازي (1828-1832)، والإمام حمزة بيك (1832-1834) والإمام شامل الداغستاني (1834-1859). اشتعلت هذه الحرب القوقازية حتى عام 1864، عندما تم إلغاء خانية الآفار وتم إنشاء المقاطعة الآفارية بدلاً من ذلك.